# ماسيمو غوتي
ماسيمو غوتي (بالإيطالية: Massimo Gotti)‏ (27 مايو 1986 ببيرغامو في إيطاليا - ) هو لاعب كرة قدم إيطالي في مركز الدفاع. شارك مع منتخب إيطاليا تحت 17 سنة لكرة القدم. أما مع النوادي، فقد لعب مع أتالانتا ونادي أسكولي ونادي أودينيزي ونادي إمبولي ونادي بادوفا ونادي ترنانا وFC Matera ‏ وL'Aquila 1927 ‏ ونادي غروسيتو وPortogruaro Calcio ASD ‏.